# Академія наук Молдови
Академія наук Молдови (рум. Academia de Stiințe a Moldovei) — вища наукова установа Молдови, провідний центр фундаментальних досліджень в галузі природничих і суспільних наук в країні. Заснована в 1961 році на базі Молдавського філії Академії наук СРСР. Знаходиться в Кишиневі.
Ще в червні 1946 року Президія АН СРСР ухвалив рішення про створення в Кишиневі Молдавської науково-дослідної бази Академії Наук СРСР. Її директором став академік В. Волгін. У жовтні 1949 року науково-дослідна база була перетворена в Молдавський філія Академії Наук СРСР. З 1954 року його очолив історик Я. С. Гросул.
Провідні напрямки досліджень: комплекс проблем, пов'язаних з підвищенням продуктивності сільського господарства, хімізація сільського господарства; хімія біологічно активних речовин; фізика напівпровідників; застосування електричних полів і розрядів в різних галузях техніки; хімія комплексних сполук; економіка, історія, література і мова народу.
За радянських часів Академія видавала «Известия» (молдовською та російською мовами, з 1962), журнали «Електронна обробка матеріалів» (з 1965), «Молдавська мова і література» (румунською мовою, з 1958) та інші, готувала до видання Молдавську радянську енциклопедію.
На 1 січня 2005 року в Академії наук працювали 2107 співробітників, з яких 952 дослідника і 540 докторів наук.
- Президент: Дука Георгій.
- Віце-президенти: Теодор Фурдуй, Іон Тігіняну, Маріана Шлапак.
- Головний вчений секретар: Борис Гаїна.

Наукові підрозділи:
- Біологічних, хімічних та екологічних наук
- Медичних наук
- Фізичних та інженерних наук
- Економічних наук
- Гуманітарних наук і мистецтва
- Сільськогосподарських наук

Президенти:
- Гросул Я. С. (серпень 1961 — вересень 1976)
- Жученко А. А. (червень 1977 — листопад 1989)
- Андрієш А. (листопад 1989 — лютий 2004)
- Дука Р. (з 5 лютого 2004)

З вересня 2009 року відкрито Університет Академії Наук Молдови 

## Адреса
Бул. Штефан чел Маре 1, Кишинів, MD 2001, Республіка Молдова.
Координати: 47°0′48″ пн. ш. 28°50′50.30″ сх. д. / 47.01333° пн. ш. 28.8473056° сх. д.